# Haworthiopsis
Haworthiopsis G.D.Rowley – rodzaj roślin należący do rodziny złotogłowowatych (Asphodelaceae), obejmujący 18 gatunków występujących w Mozambiku, Namibii, Eswatini i Afryce Południowej. Dwa gatunki, H. attenuata i H. coarctata zostały introdukowane do Meksyku. Rośliny z tego rodzaju są uprawiane ze względu na właściwości lecznicze i ozdobne, uważa się je też za mające właściwości magiczne.

## Morfologia

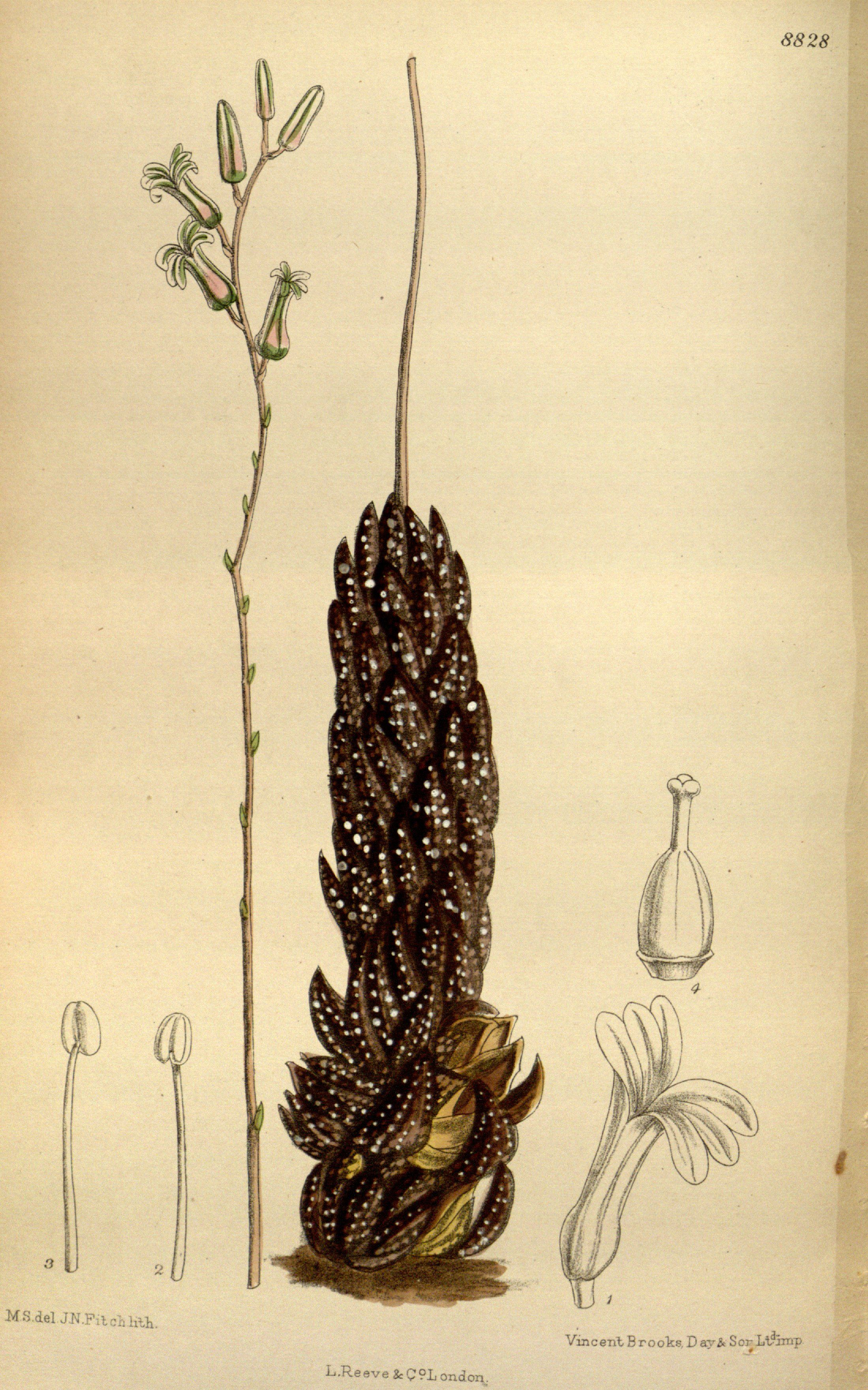
Budowa H. coarctata

PokrójKarłowate, bezłodygowe lub łodygowe, sukulentowe, wieloletnie rośliny zielne o wysokości do 40 cm.
LiścieRozetowe ułożone w trzech lub pięciu rzędach, albo położone skrętolegle na łodydze, o długości od 1 do 35 cm i szerokości od 6 do 40 mm u nasady. Powierzchnia liści w niektórych przypadkach lepka, naga do chropowatej, guzkowatej lub bruzdowatej. Guzki w kolorze blaszki liściowej do białych. Brzegi gładkie, guzkowate, prążkowane lub ząbkowane. Większość gatunków ma liście skórzaste, z grubą i twardą skórką.
KwiatyZebrane w groniasty, rzadziej wiechowaty kwiatostan. Okwiat o długości poniżej 17 mm, dwuwargowy, prosty lub zakrzywiony, sześciokątny lub zaokrąglono-sześciokątny u nasady, zwężający się do szypułki, biały z brązowawymi, różowawymi lub zielonkawymi odcieniami lub żyłkami. Listki okwiatu zrośnięte u nasady, rzadziej do połowy, 3 górne listki rozwarte do zakrzywionych, 3 dolne silnie zakrzywione, oba okółki przylegające do siebie.
OwoceTorebki o długości poniżej 24 mm, wąskojajowate. Nasiona o długości poniżej 4 mm, zwykle czarne do brunatnych.

## Biologia
RozwójWiększość gatunków tych roślin, ze skórzastymi i twardymi liśćmi, może przetrwać długie okresy suszy oraz pożary. Kwiaty tych roślin są zapylane przez muchówki o długich ssawkach oraz pszczoły. Rośliny z tego rodzaju są często zgryzane przez jeżozwierze, żółwie, góralki skalne i owady z rzędu prostoskrzydłych. Większość z gatunków jest dobrze przystosowana do rozmnażania wegetatywnego. Dlatego, gdy rośliny zostaną naruszone lub rozerwane, oderwane części mogą się ponownie zakorzenić, tworząc nowe rośliny.

## Systematyka

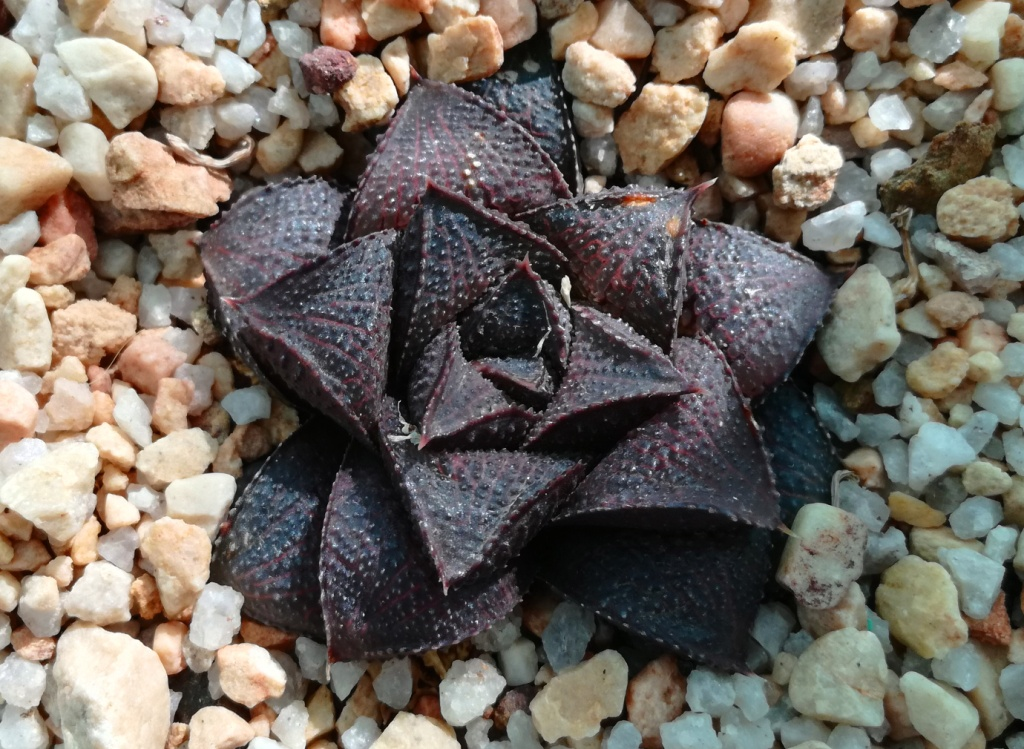
H. koelmaniorum

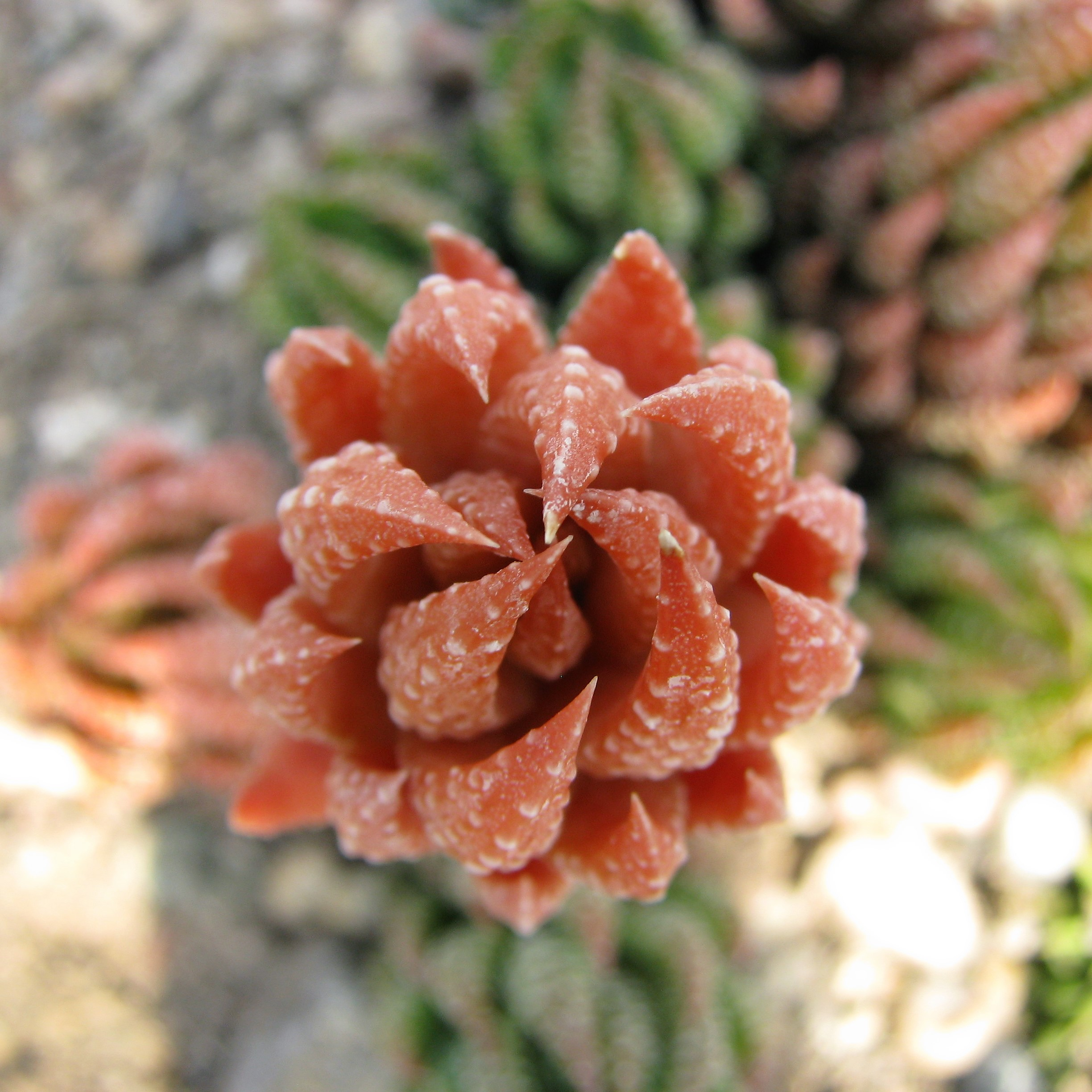
H. reinwardtii

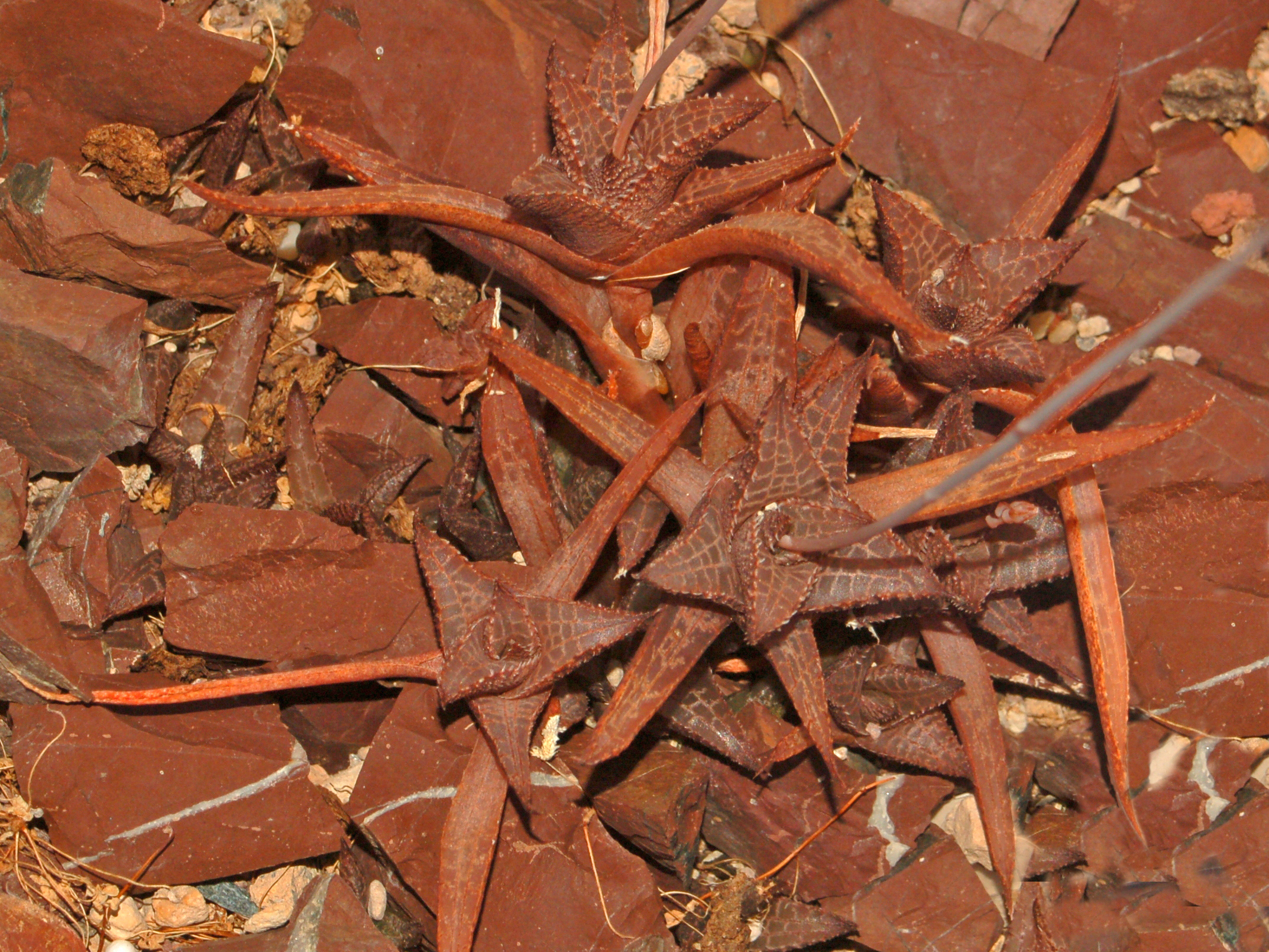
H. tesselata

Rodzaj z podrodziny Asphodeloideae z rodziny złotogłowowatych (Asphodelaceae). We wcześniejszych ujęciach gatunki tych roślin były zaliczane do podrodzaju Hexangularis w rodzaju haworsja (Haworthia). 
Podział rodzaju i wykaz gatunków
- sekcja Attenuatae
  - Haworthiopsis attenuata (Haw.) G.D.Rowley

- sekcja Haworthiopsis
  - Haworthiopsis coarctata (Haw.) G.D.Rowley
  - Haworthiopsis fasciata (Willd.) G.D.Rowley
  - Haworthiopsis glauca (Baker) G.D.Rowley
  - Haworthiopsis longiana (Poelln.) G.D.Rowley
  - Haworthiopsis reinwardtii (Salm-Dyck) G.D.Rowley

- sekcja Limifoliae
  - Haworthiopsis limifolia (Marloth) G.D.Rowley

- sekcja Koelmaniorum
  - Haworthiopsis koelmaniorum  (Oberm. & D.S.Hardy) Boatwr. & J.C.Manning

- sekcja Tessellatae
- Haworthiopsis granulata (Marloth) G.D.Rowley
  - Haworthiopsis tessellata (Haw.) G.D.Rowley
  - Haworthiopsis venosa (Lam.) G.D.Rowley
  - Haworthiopsis woolleyi (Poelln.) G.D.Rowley

- sekcja Trifariae
  - Haworthiopsis nigra (Haw.) G.D.Rowley
  - Haworthiopsis pungens (M.B.Bayer) Boatwr. & J.C.Manning
  - Haworthiopsis scabra (Haw.) G.D.Rowley
  - Haworthiopsis viscosa (L.) Gildenh. & Klopper

- sekcja Virescentes
  - Haworthiopsis bruynsii (M.B.Bayer) G.D.Rowley
  - Haworthiopsis sordida (Haw.) G.D.Rowley

## Zastosowanie

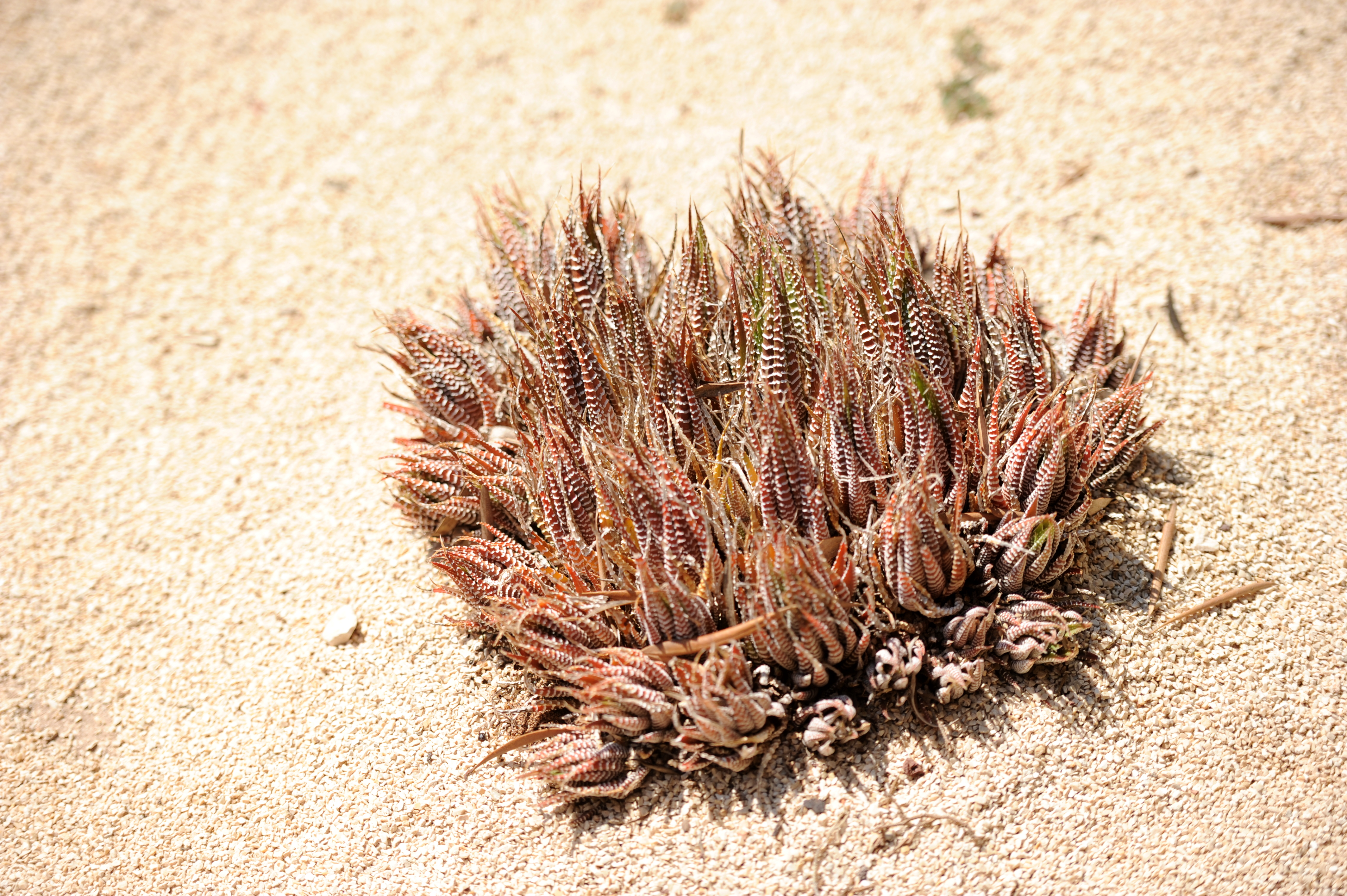
H. attenuata

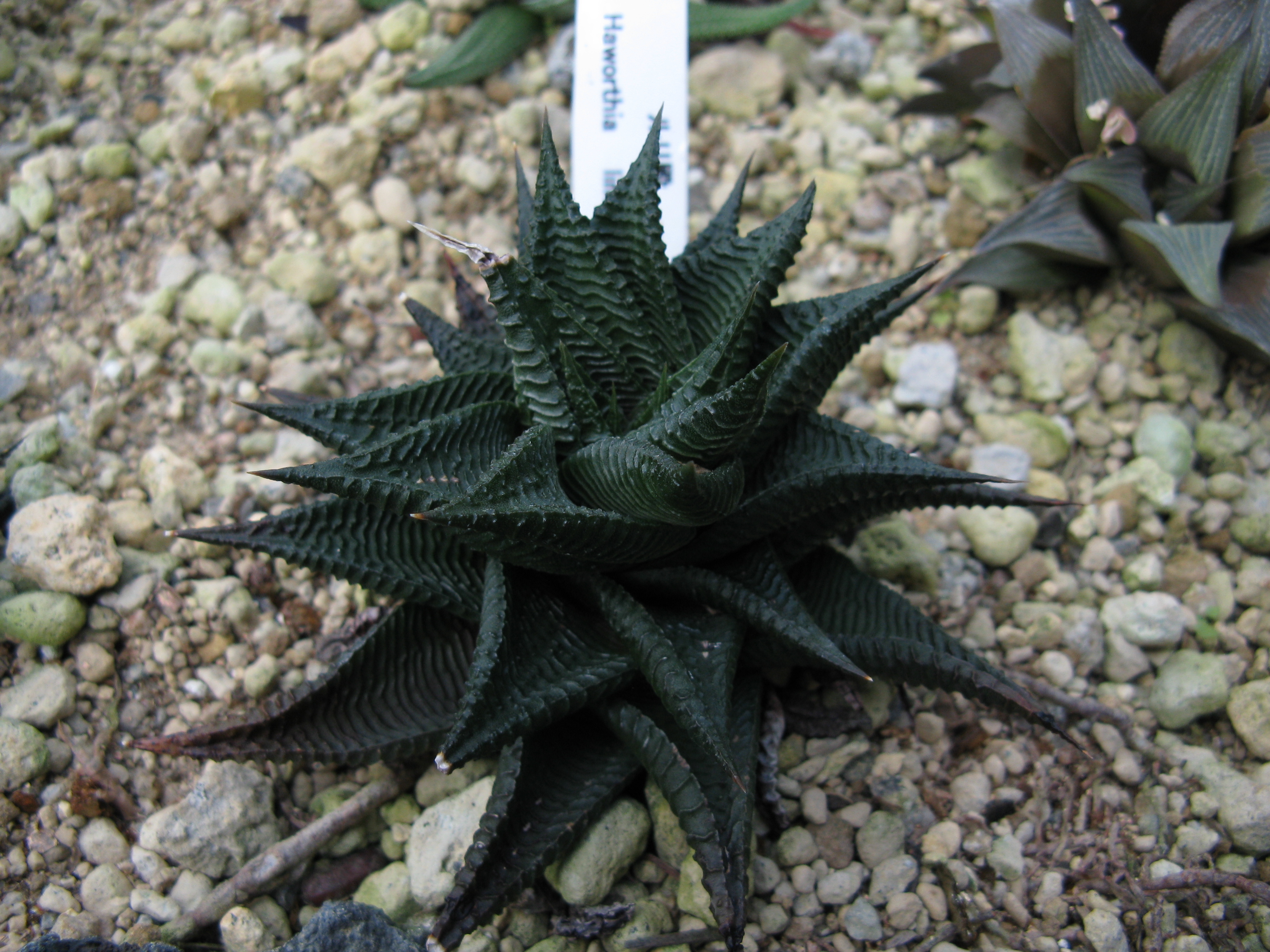
H. limifolia

Rośliny leczniczeGatunki z rodzaju Haworthiopsis (przede wszystkim H. attenuata i H. limifolia, ale także H.  coarctata i H. fasciata) są stosowane w tradycyjnej medycynie afrykańskiej jako rośliny lecznicze, przez co są przedmiotem intensywnego handlu. Chociaż rośliny te są uprawiane przez niektórych uzdrowicieli i handlarzy, duży popyt na te rośliny i ich popularność doprowadziły do spadku dzikich populacji w całym ich zasięgu występowania. Gatunki Haworthiopsis są używane przy różnych dolegliwościach i często są składnikami mikstur. Liście, korzenie i całe rośliny H. limifolia są stosowane głównie jako leki ziołowe na problemy z płodnością, owrzodzenia, wysypki skórne, oparzenia słoneczne, oparzenia, kaszel, problemy żołądkowo-jelitowe i jako środek oczyszczający krew. W roślinach tych obecne są alkaloidy, saponiny, węglowodany, glikozydy, flawonoidy, polifenole, sterole, garbniki i antrachinony. Ekstrakty z tej rośliny wykazują aktywność biologiczną i działanie przeciwbakteryjne, przeciwgrzybicze, przeciwzapalne, antyoksydacyjne, przyspieszające gojenie się ran, hemaglutynujące i aglutynujące oraz cytotoksyczne.
Rośliny uważane za magiczneHaworthiopsis tradycyjnie są wykorzystywane do odpierania złych duchów, a także w czasie wojny, z uwagi na wierzenie, że rośliny te czynią wojowników nieustraszonymi. W KwaZulu-Natal H. limifolia jest uprawiana w pojemnikach lub doniczkach zamieszczanych blisko drzwi wejściowych jako ochrona przed złymi duchami. Rośliny te są również używane do rzucenia miłosnego uroku mathithibala, który jednocześnie chroni osobę rzucającą zaklęcie przed osobą będącą celem uroku.
Rośliny ozdobneWiele gatunków Haworthiopsis, a także jej kultywarów i mieszańców, z uwagi na atrakcyjne liście, jest bardzo popularnych wśród kolekcjonerów sukulentów i uprawianych jako rośliny doniczkowe lub w małych ogrodach skalnych. Rośliny te są szeroko uprawiane i sprzedawane na całym świecie. Niektóre gatunki, takie jak H. attenuata i H. limifolia, są hodowane w bardzo dużych ilościach na rynek roślin doniczkowych.